# Amédée Domenech (1933-2003)
Vous lisez un « bon article » labellisé en 2015.
Pour les articles homonymes, voir Amédée Domenech et Domenech.
Pas d'image ? Cliquez ici

a Compétitions nationales et continentales officielles uniquement.

b Matchs officiels uniquement.
Amédée Domenech, dit Le Duc, né le 3 mai 1933 à Narbonne dans le département de l'Aude et mort à Brive-la-Gaillarde dans la Corrèze le 21 septembre 2003, est un joueur de rugby à XV international français qui évolue au poste de pilier du début des années 1950 jusqu'au milieu des années 1960.
Il compte cinquante-deux sélections en équipe de France entre 1954 et 1963. Il marque 24 points, soit 8 essais. Il est l'un des acteurs de la victoire française lors de cinq Tournois des Cinq Nations (1954, 1955, 1960, 1961 et 1962). Il participe à la tournée en Nouvelle-Zélande et en Australie en 1961.
Formé au RC Narbonne, il rejoint le club de Bort. Après un passage au RC Vichy avec qui il connaît ses premières sélections internationales, il rejoint le CA Brive qu'il aide à remonter en première division. Il dispute dix saisons dans le club.
Après sa retraite sportive, il a continué à gérer le restaurant briviste « Le Molière » dont il est propriétaire depuis 1957, il a dirigé également le « Grand hôtel de Bordeaux », avant d'être agent immobilier et acteur au cinéma ; enfin, il a fait une carrière dans la politique.
Amédée Domenech devient très jeune un phénomène médiatique, client apprécié de la presse.

## Carrière sportive

### Enfance, débuts avec le Racing, départ à Bort

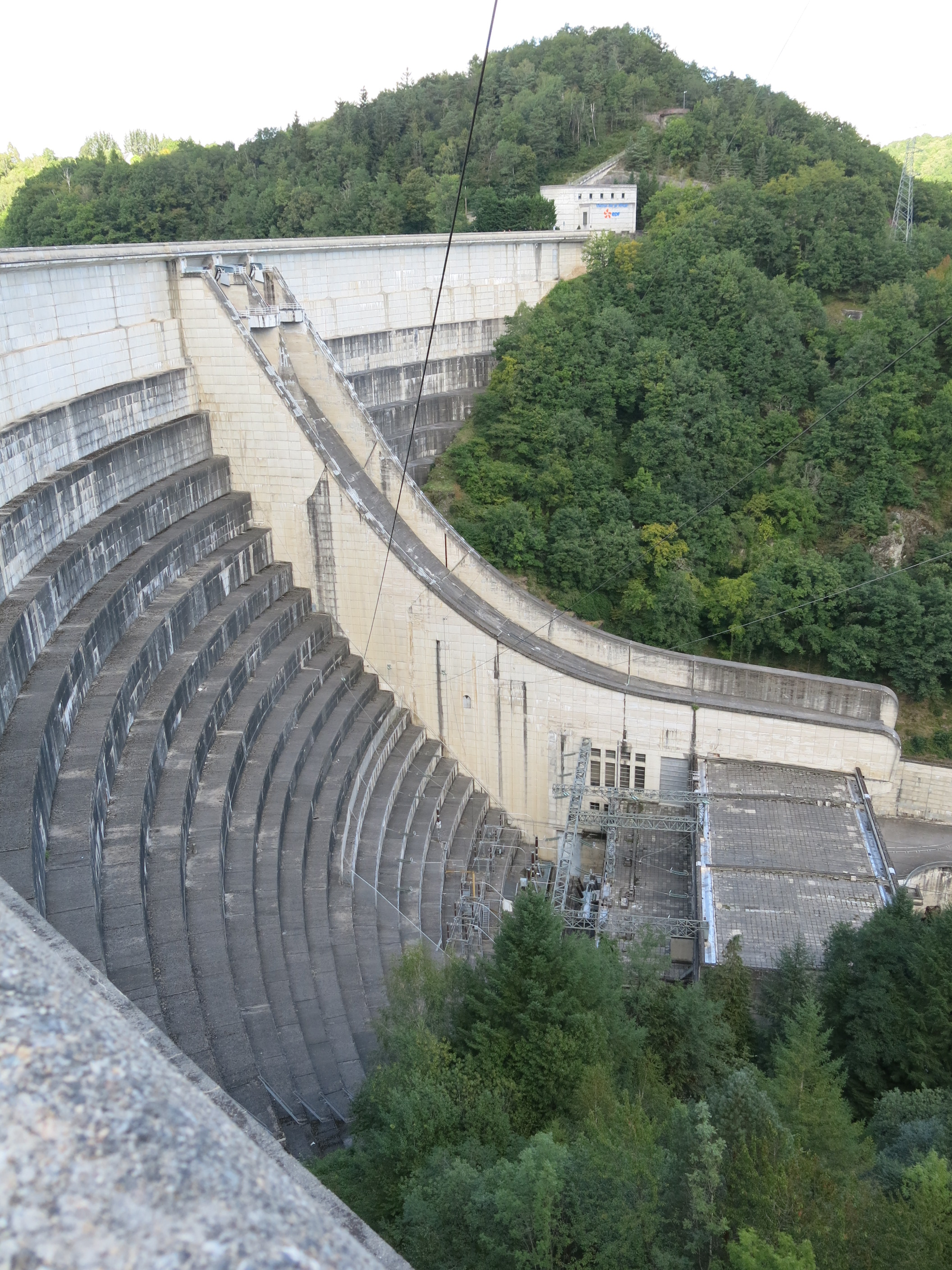
Le barrage de Bort-les-Orgues donne de l'activité à la ville du même nom et permet au club de recruter Amédée Domenech.

Amédée Domenech est né le 3 mai 1933 à Narbonne dans le département de l'Aude. C'est un enfant pauvre qui fait tous les métiers pour améliorer sa condition ; toujours prêt à se battre, il acquiert une réputation de mauvais garçon. À Narbonne, il intègre l'école de rugby à XV du RC Narbonne jouant au poste de pilier. À 16 ans les sélectionneurs de l'équipe de France junior l'ont déjà repéré, comme les dirigeants du club de Bort-les-Orgues. Il quitte l'Aude pour le département de la Corrèze et l'AS bortoise, avec une situation professionnelle améliorée en travaillant au barrage de Bort-les-Orgues en cours de réalisation. Le club évolue entre le championnat d'Honneur et la troisième division. En 1953, Amédée Domenech rejoint le RC Vichy qui évolue en première division, il y joue deux saisons.

### Débuts en équipe de France

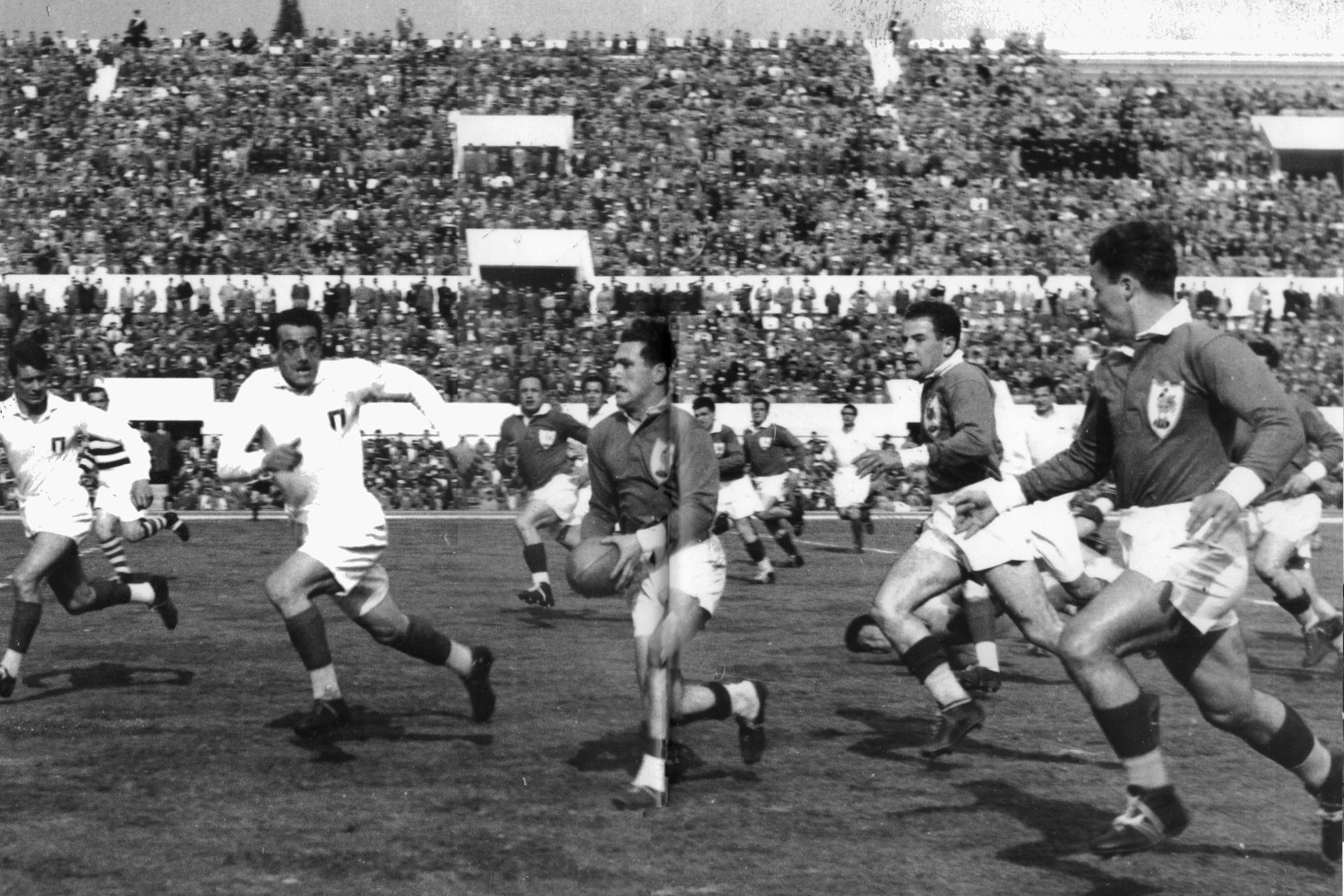
La finale de la Coupe d'Europe FIRA 1954 entre la France et l'Italie est le 3e match international officiel d'Amédée Domenech.

Amédée Domenech reçoit sa première cape à l'âge de 20 ans et demi le 27 mars 1954 contre le pays de Galles dans le cadre du Tournoi des Cinq Nations 1954,, à côté des trois-quarts centres Maurice Prat et Roger Martine, de l'ailier André Boniface et des avants Lucien Mias et Jean Prat ; les Gallois, avides de revanche, entament déterminés la partie et battent les coéquipiers d'Amédée Domenech 19 à 13,. Pour le dernier match, le jeune pilier est de nouveau sélectionné ; si la France peut gagner le Tournoi, l'Angleterre a gagné la Triple Couronne et peut gagner le Tournoi avec quatre victoires sur quatre matches, soit le Grand Chelem. La France gagne le match et remporte le Tournoi, à égalité avec l'Angleterre et le pays de Galles qui comptabilisent aussi trois victoires et une défaite. C'est la première équipe française à remporter le Tournoi.
Les sélectionneurs le retiennent quelques jours plus tard dans le cadre de la Coupe d'Europe FIRA 1954, compétition organisée par la Fédération internationale de rugby amateur, pour un match contre l'Italie à Rome.
Retenu cette fois pour l'entame du Tournoi des Cinq Nations 1955 contre l'Écosse, Amédée Domenech marque son premier essai international lors de la large victoire 15 à 0, avec quatre essais inscrits par les Français. Il joue le deuxième match victorieux, un déplacement en Irlande gagné 5 à 3 et il inscrit l'essai de la victoire. Maurice Prat prend en défaut son vis-à-vis par une feinte de crochet intérieur et un brusque démarrage à l'extérieur, il donne à Roger Martine, qui transmet à Robert Baulon. Celui-ci continue sa course, avec le soutien de Jean Prat à sa gauche et de Domenech à sa droite. Il donne finalement au pilier qui marque l'essai. La France remporte un nouveau Tournoi avec trois victoires et une défaite, s'inclinant contre le pays de Galles pour le dernier match du Grand Chelem.
Lors de la saison 1954-1955, Amédée Domenech et les joueurs du club de Vichy se qualifient pour les phases finales du championnat mais ils sont éliminés dès l'entame en seizièmes de finale par le RC Toulon 9 à 6 le 17 avril 1955 à Béziers. Le pilier originaire de Narbonne quitte Vichy en 1955 après avoir connu sept sélections pour rejoindre le club du CA Brive qui évolue alors en deuxième division. Il devient gérant du restaurant « Le Molière », un modeste établissement sur la place du théâtre.

### Arrivée à Brive
Entre 1954 et 1956, Amédée Domenech fait son service militaire au bataillon de Joinville où il rencontre Michel Crauste et Arnaud Marquesuzaa, jeunes joueurs du Racing club de France ; il a le grade de caporal. Capitaine de l'équipe de l'Armée française, il s'impose 6 à 0 à Colombes contre l'Armée britannique, lavant l'affront d'une défaite 27 à 0 subie en 1954 avant l'arrivée du Narbonnais,. Il réédite la performance en 1956 avec un succès 18 à 0.
Avec Brive, Amédée Domenech joue la montée en première division en 1956, mais perd le huitième de finale contre Valence 3 à 0 ; au printemps 1957, le club de la Corrèze devient champion de France de 2e division à Vichy, s'imposant contre Bellegarde 20 à 5. Avec ce titre de gloire, les affaires d'Amédée Domenech prospèrent, « Le Molière » est davantage fréquenté, le pilier en devient le propriétaire ; il fait des travaux, y installe la télévision.
Alors qu'Amédée Domenech joue avec Brive en deuxième division, il est retenu au poste de pilier dans un groupe élargi de joueurs pour un match de pré-sélection nationale au stade de la Croix du Prince, à Pau en décembre 1955. L'Écosse domine et gagne 12 à 0 le premier match du Tournoi des Cinq Nations 1956. La France et Amédée Domenech jouent mieux contre l'Irlande pour une victoire 14 à 8. Le pilier briviste et ses partenaires concèdent une courte défaite 5 à 3 au pays de Galles. La France gagne l'Angleterre et termine deuxième du Tournoi, Domenech est un des avants les plus brillants, selon le journaliste du Monde. Amédée Domenech marque un nouvel essai le 16 décembre 1956 contre la Tchécoslovaquie dans un match disputé après une partie de pré-sélection nationale en décembre 1956.

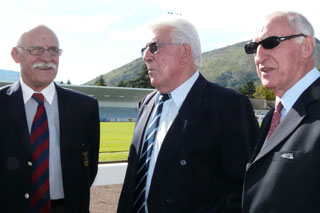
À Lourdes en 2008, Michel Crauste, François Moncla et Pierre Albaladejo, trois coéquipiers d'Amédée Domenech en équipe de France.

Pour le premier match du Tournoi des Cinq Nations 1957, l'Écosse domine la mêlée française et prive de ballons les trois-quarts ; la France s'incline 6 à 0 à Colombes. Lors du match suivant, les Irlandais s'imposent 11 points à 6. Jack Kyle et ses coéquipiers dominent le match. Amédée Domenech joue tous les matchs du Tournoi, la France s'incine de peu 19 à 13 contre le pays de Galles,. La France a perdu tous ses matchs, elle est dernière avec la cuillère de bois,.

### Mise à l'écart puis retour en équipe de France

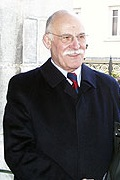
Michel Crauste est partenaire d'Amédée Domenech en équipe de France de 1957 à 1963.

Lors de la deuxième journée du Tournoi des Cinq Nations 1958, la France s'incline 0 à 14 au stade olympique Yves-du-Manoir de Colombes contre l'Angleterre; après avoir encaissé trois essais dont un transformé et un but de pénalité, soit le score le plus sévère concédé par les Français à Colombes depuis trente ans, et une sixième défaite consécutive dans le Tournoi ; les sélectionneurs de l'équipe de France remplacent toute la ligne d'attaque par celle de Lourdes,. De même, Marcel Laurent se laisse convaincre par Jean Prat et donne sa chance à Alfred Roques en lieu et place d'Amédée Domenech. En raison de soucis de santé nécessitant une opération, Amédée Domenech ne participe pas à la tournée de l'équipe de France de rugby à XV en 1958 en Afrique du Sud qui comporte deux test matchs contre les Springboks. La première tournée d'une équipe de rugby à XV représentant la France dans une nation du Commonwealth de l'hémisphère Sud aboutit sur une victoire finale dans la série de test matchs avec une victoire et un match nul. Alfred Roques en sort grandi et Amédée Domenech doit patienter pour avoir de nouveau une chance en équipe nationale. Il est retenu pour un seul match en 1959 contre l'Italie.
En championnat en club, lors de la saison 1960-1961, Amédée Domenech est promu entraîneur de Brive. Sous ses ordres, alors qu'il est blessé sur la touche, les Brivistes parviennent à s'imposer 13 à 9 à Lourdes en première phase. Ils s'inclinent de peu au Racing club de France 11 à 10. Ils terminent premiers de poule devant Lourdes, le SU Agen ou le Racing club de France. Ils s'inclinent 12 à 6 en quart-de-finale contre le Stade montois.
François Moncla succède à Lucien Mias comme capitaine de l'équipe de France en 1960. Amédée Domenech remplace Aldo Quaglio pour la première rencontre du Tournoi 1960, il termine alors ce qu'il appelle « de longues vacances ». Lors du deuxième match du Tournoi, l'équipe de France concède le match nul 3 à 3 à Colombes, contre l'Angleterre. Les coéquipiers d'Amédée Domenech s'imposent le 26 mars 1960 16 à 8 au pays de Galles à Cardiff puis gagnent 23 à 6 les Irlandais, soit le plus large succès sur des Britanniques. Amédée Domenech est à la finition d'un des essais français. La France s'impose seule dans le Tournoi, c'est le Petit Chelem, une victoire sans défaite (trois matchs gagnés et un match nul).

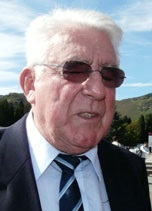
François Moncla évolue en équipe de France avec Amédée Domenech de 1956 à 1961.

Lors de l'été 1960, le pilier briviste est sélectionné pour la tournée de l'équipe de France en 1960 en Argentine et dispute trois test-matchs victorieux.
Il est également présent le 18 février 1961 face aux Springboks, qui disputent le dernier match de leur tournée en Europe entamée en 1960, ponctuée de quatre victoires face aux quatre nations britanniques. Cette rencontre se termine sur un score nul et vierge 0 à 0,. Le combat est féroce devant, la mêlée fermée disputée,. Il participe à chaque rencontre du Tournoi remporté par les Français, avec le Petit Chelem, une victoire sans défaite (trois matchs gagnés et un match nul). Les « Bleus » concèdent le match nul 5 à 5 contre l'Angleterre à Twickenham. C'est le pilier Amédée Domenech qui s'illustre, en prenant la place du trois-quarts aile Dupuy, blessé. Impeccable en défense, sur les réceptions des coups de pied, il feinte une passe au juge de touche sur une contre-attaque. C'est son capitaine François Moncla qui a l'idée d'utiliser Amédée Domenech à l'aile en cas de blessure,.
Amédée Domenech est retenu pour la tournée de l'équipe de France en Nouvelle-Zélande et en Australie en 1961. Lors du premier test match, la France s'incline 13 à 6 contre les All Blacks,. Le deuxième test, à Wellington, se dispute dans une tempête, empêchant de taper en touche. Les All Blacks s'imposent 5 à 3. Lors du troisième test, les Néo-Zélandais l'emportent largement 32 à 3. Amédée Domenech dispute 13 des 15 matchs de la tournée, les 3 premiers test-matchs, son capitaine François Moncla se blesse dans l'avant-dernière rencontre remportée 15 à 12 contre le Queensland, Amédée Domenech doit jouer troisième ligne aile pour le dernier match contre les Wallabies,.
Amédée Domenech est sélectionné pour disputer les quatre rencontres du Tournoi des Cinq Nations 1962 ; après avoir gagné contre l'Écosse 11 à 3 à Murrayfield, l'Angleterre 13 à 0 à Colombes avec un bon travail des avants, la France et Amédée Domenech s'inclinent 3 à 0 à Cardiff devant des avants gallois redoutables, ils battent les Irlandais 11 à 0 en France pour s'imposer de nouveau comme vainqueurs du Tournoi. C'est le quatrième succès français consécutif et le cinquième pour Amédée Domenech.
Amédée Domenech est blessé et indisponible pour le début du Tournoi des Cinq Nations 1963. Il ne dispute qu'un match. Dans cette édition, l'équipe de France s'incline à deux reprises, mais termine deuxième du Tournoi.
En 1962-1963, les joueurs brivistes s'inclinent en finale du Challenge Yves du Manoir contre le SU Agen privés de ballon, jouant toutefois leurs chances dans l'offensive avec l'apport notable de Domenech. Ils ont auparavant battu en demi-finale le triple tenant du titre, le Stade montois.
En 1964-1965, sous la direction d'Amédée Domenech, le club du CA Brive parvient en finale du championnat en battant en demi-finale 14 à 6 le Stade montois dans un match tendu. Ils s'inclinent 15 à 8 au stade de Gerland de Lyon sans Amédée Domenech. Le CA Brive est éliminé en demi-finale du Challenge Yves du Manoir.

## Palmarès

### En club
Formé au RC Narbonne, il rejoint le club de Bort. Après un passage à RC Vichy avec qui il connaît ses premières sélections internationales, il rejoint le CA Brive qu'il aide à remonter en première division. Il dispute dix saisons dans le club. Il est champion de France de deuxième division en 1957 avec Brive, à la tête de l'équipe dite de la « Garde de fer ». Il dispute en 1962-1963 une finale du Challenge Yves du Manoir perdue contre le SU Agen, en 1960-1961 un quart-de-finale de championnat perdu contre le Stade montois. Il est entraîneur sans pouvoir jouer pour la finale perdue en championnat de France 1964-1965, contre Agen.

### En équipe nationale
Amédée Domenech a remporté cinq Tournois en 1954, 1955, 1960, 1961 et en 1962. Il termine deuxième à une reprise, troisième à deux reprises et seulement une fois au-delà de la troisième place.
| Édition           | Rang | Résultats France | Résultats Domenech | Matchs Domenech |
| ----------------- | ---- | ---------------- | ------------------ | --------------- |
| Cinq Nations 1954 | 1    | 3 v, 0 n, 1 d    | 1 v, 0 n, 1 d      | 2/4             |
| Cinq Nations 1955 | 1    | 3 v, 0 n, 1 d    | 3 v, 0 n, 1 d      | 4/4             |
| Cinq Nations 1956 | 3    | 2 v, 0 n, 2 d    | 2 v, 0 n, 2 d      | 4/4             |
| Cinq Nations 1957 | 5    | 0 v, 0 n, 4 d    | 0 v, 0 n, 4 d      | 4/4             |
| Cinq Nations 1958 | 3    | 2 v, 0 n, 2 d    | 0 v, 0 n, 2 d      | 2/4             |
| Cinq Nations 1960 | 1    | 3 v, 1 n, 0 d    | 3 v, 1 n, 0 d      | 4/4             |
| Cinq Nations 1961 | 1    | 3 v, 1 n, 0 d    | 3 v, 1 n, 0 d      | 4/4             |
| Cinq Nations 1962 | 1    | 3 v, 0 n, 1 d    | 3 v, 0 n, 1 d      | 4/4             |
| Cinq Nations 1963 | 2    | 2 v, 0 n, 2 d    | 1 v, 0 n, 0 d      | 1/4             |

Légende : v = victoire ; n = match nul ; d = défaite ; la ligne est en gras quand il y a Grand Chelem.

## Statistiques en équipe nationale
De 1954 à 1963, Amédée Domenech dispute 52 matchs avec l'équipe de France au cours desquels il marque 24 points, soit 8 essais. Il participe notamment à neuf tournois des Cinq nations de 1954 à 1963. Il remporte deux Petits Chelem et trois autres tournois. Il participe à la tournée en Nouvelle-Zélande et en Australie en 1961.
Amédée Domenech débute en équipe nationale à l'âge de 20 ans le 27 mars 1954. Il joue régulièrement jusqu'en 1963.

## Style, surnom
Amédée Domenech est un pilier solide, capable de soutenir le combat dans le jeu et en mêlée fermée contre des adversaires tels que les Springboks, en tournée en Europe en 1961,.
Il est un des premiers piliers dynamiques et coureurs. Il court le 100 mètres en 11 secondes, selon François Duboisset, auteur d'« Entrez dans l'histoire ».
C'est un « pilier papillon » pour ses détracteurs, lui répond un jour : « Le pack monolithique de Lucien Mias a besoin d'une truite comme moi. » Un jour, Lucien Mias lui dit pour expliquer son éviction : « Tu es le meilleur d'entre nous, mais sans toi, nous sommes tous meilleurs. » En 1959, le même joueur lui dit : « Jusqu'à présent je me méfiais de toi, de ta conception trop individualiste du rugby. Aujourd'hui tu as fourni la preuve que tu pouvais parfaitement t'intégrer dans notre système collectif ».
Selon Henri Garcia, voici l'origine de son surnom « Le Duc » : il aurait félicité André Boniface lors d'un Galles-France junior en lui disant : « Dédé, tu as été le roi du terrain. » Boniface aurait répondu : « Si j'ai été le roi, alors tu as été le duc ! ».

## Reconnaissances, impact médiatique et populaire

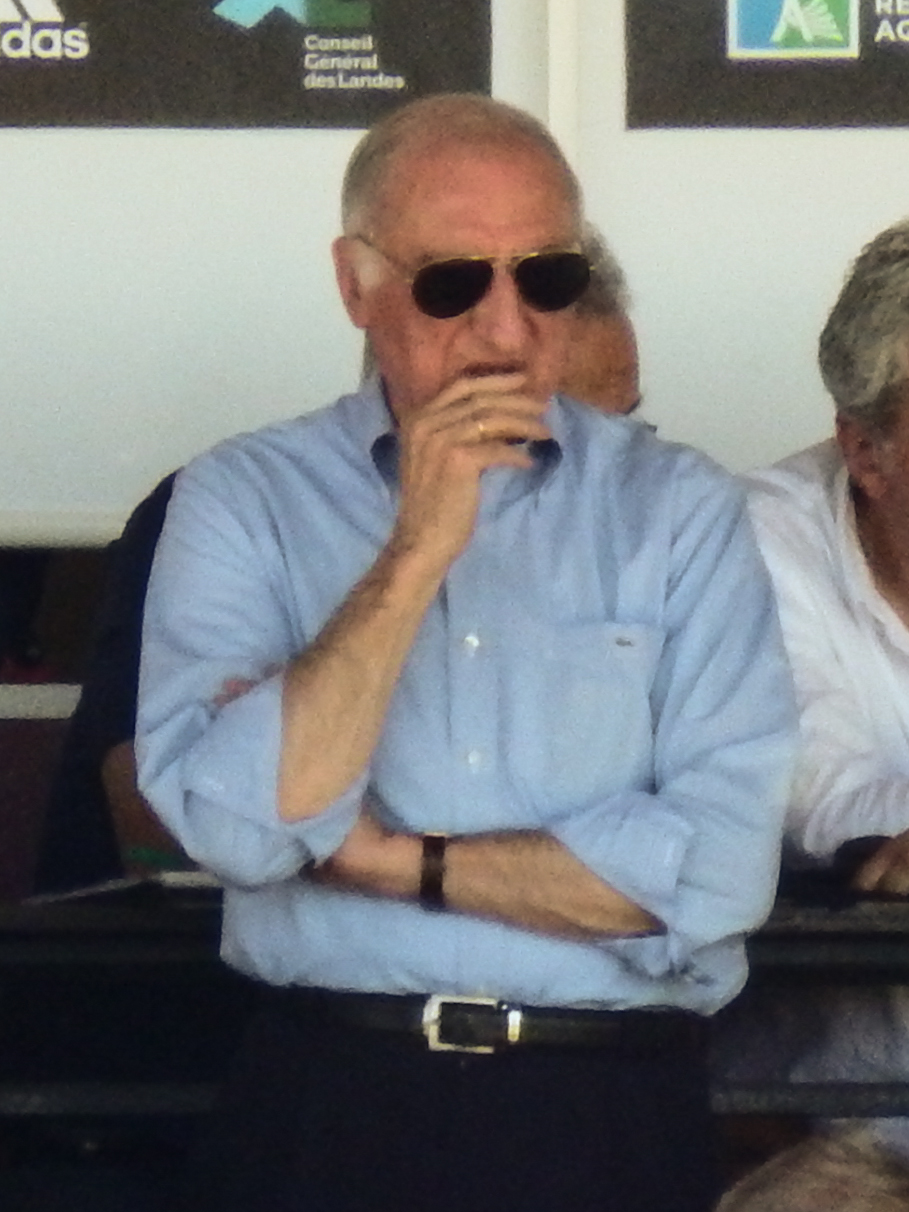
Pierre Albaladejo, ici en 2015, joue avec Amédée Domenech en équipe nationale de 1960 à 1963.

Amédée Domenech obtient en 1958 l'oscar du Midi olympique, récompensant le meilleur joueur français du championnat.
« Avec lui, on riait tout le temps, la veille des matchs, le matin des matchs, et parfois, pendant les matchs. » témoigne Pierre Albaladejo. Il est truculent, pas avare en facéties et en bons mots : « vous êtes venus pour brouter ou pour jouer au rugby ? », « Tu découvriras la suite du match demain, en lisant La Dépêche ».
Amédée Domenech, très populaire, est sollicité au cinéma en 1963 en interprétant le rôle d'un dur dans le film Coplan, agent secret FX 18 de Maurice Cloche, sorti en 1964, aux côtés de l'acteur Daniel Ceccaldi,. Il apparaît également dans la série télévisée Allez la rafale! (1977), feuilleton radiophonique écrit par Jean Chouquet, dialogué par Denis Lalanne, diffusé quotidiennement sur les ondes de France Inter et où il joue son propre rôle.

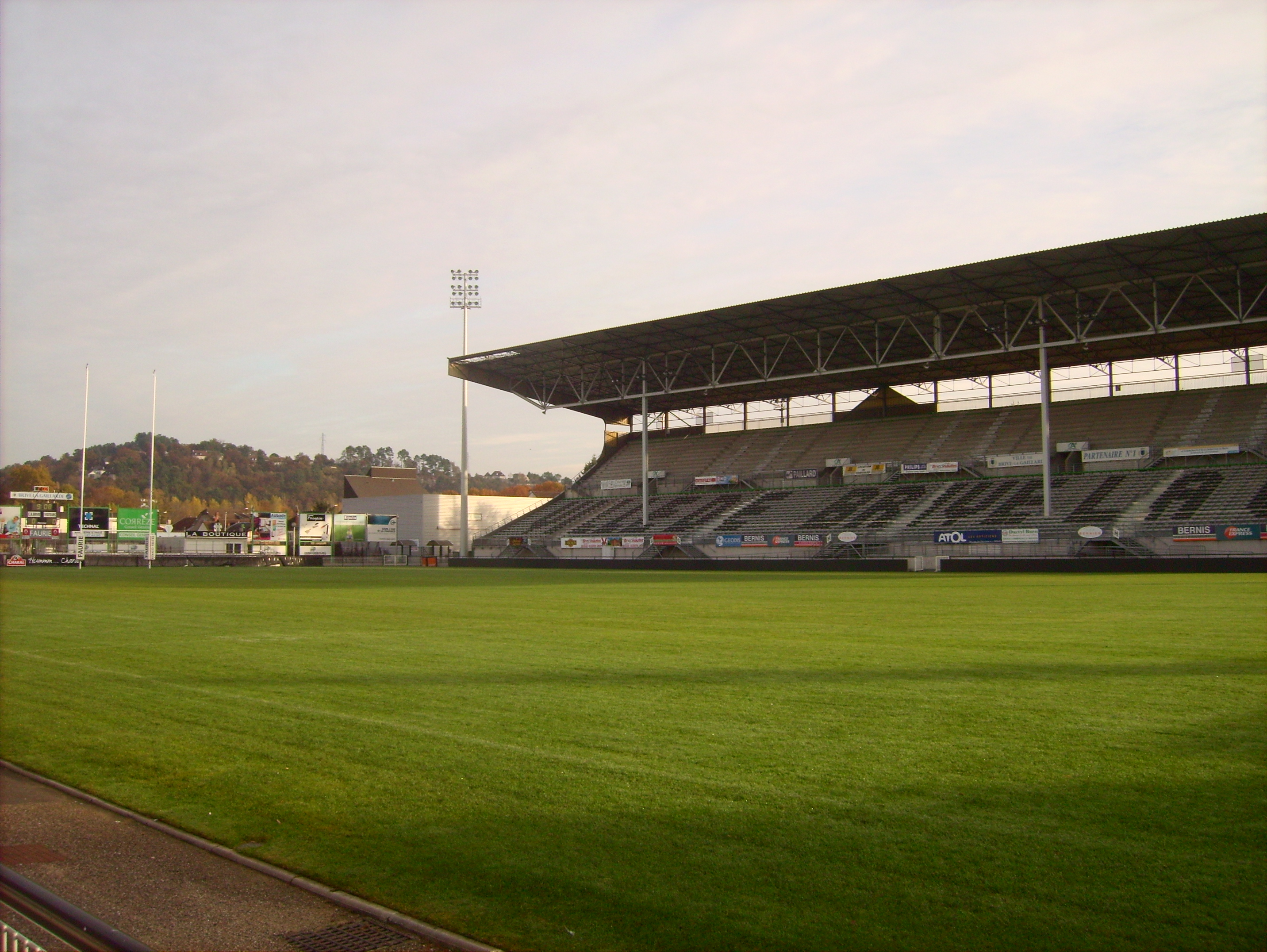
Le stade Amédée-Domenech est baptisé en 2004 du nom de l'ancien joueur du club de Brive.

En 2004, après sa mort, le « Stadium » devient le stade Amédée-Domenech en hommage à l'ancien joueur international briviste,,.

## Autres activités
Une fois sa carrière sportive terminée, Amédée Domenech s'est lancé dans le cinéma, les affaires et la politique. Il achète le « grand hôtel de Bordeaux » avant de s'installer agent immobilier. Il devient le président régional du Parti radical valoisien, il est élu conseiller municipal à Brive-la-Gaillarde et également à Paris de 1977 à 1983, il est aussi membre du cabinet d'Edgar Faure.
Il est inquiété par la justice avec une mise en examen en 1997 pour trafic d'influence et en 1999 pour faux, usage de faux et abus de confiance dans le cadre de son mandat de président de l'Association nationale des collaborateurs de ministres et de parlementaires (ANCMP),.
À l'âge de 70 ans, il décède à l'hôpital de Brive-la-Gaillarde, victime d'une hépatite C (maladie nosocomiale).

## Famille
Le fils d'Amédée Domenech a joué au rugby à XV à Tulle. Amédée Domenech a également plusieurs petits-fils : il est le grand-père d'Amédée Domenech, né en 1984, qui joue plus de cent matchs avec l'US Montauban, ; son frère Florent, né en 1988, joue également à l'USM,.